# Sonderberichterstatter zum Recht auf Gesundheit
Der Sonderberichterstatter zum Recht auf Gesundheit (engl.: Special Rapporteur on the right of physical and mental health) ist eine von der UN-Menschenrechtskommission geschaffene Stelle. Das Recht auf Gesundheit und die Gesundheitsfürsorge ist ein Menschenrecht.

## Das UN-Mandat
Die UN-Menschenrechtskommission schuf diese Stelle am 22. April 2002 mittels einer Resolution, in welcher auch der Auftrag definiert wurde. Dieses UN-Mandat ist auf drei Jahre befristet und wird regelmäßig verlängert. Nachdem die UN-Menschenrechtskommission im Jahr 2006 durch den UN-Menschenrechtsrat ersetzt wurde, ist dieser nun zuständig und übt die Aufsicht aus. Die letzte Verlängerung des Mandates erfolgte am 6. Oktober 2016.
Der Sonderberichterstatter ist kein Mitarbeiter der Vereinten Nationen, sondern wird von der UN mit einem Mandat beauftragt und dazu erließ der UN-Menschenrechtsrat einen Verhaltenskodex. Der unabhängige Status des Mandatsträgers ist für die unparteiische Wahrnehmung seiner Aufgaben entscheidend. Die Amtszeit eines Mandats ist auf maximal sechs Jahre begrenzt.
Er erstellt thematische Studien und erarbeitet Leitlinien zur Verbesserung der Menschenrechte. Der Sonderbeauftragte macht auf Einladung von Staaten Länderbesuche und kann in beratender Funktion Empfehlungen abgeben. Er prüft Mitteilungen und unterbreitet den Staaten Vorschläge, wie sie allfällige Missstände beheben können. Er macht auch Anschlussverfahren in welchen er die Umsetzung der Empfehlungen prüft. Dazu erstellt er Jahresberichte zuhanden des UN-Menschenrechtsrat.

## Amtsinhaber
- 2002–2008 Paul Hunt – Neuseeland
- 2008–2014 Anand Grover – Indien
- 2014–2020 Dainius Pūras – Litauen
- seit 2020 Tlaleng Mofokeng – Südafrika

## Websites
- Internetseite des Sonderberichterstatters (englisch)